# ’Allo ’Allo!
’Allo ’Allo! – brytyjski serial komediowy autorstwa Davida Crofta i Jeremy’ego Lloyda, emitowany na antenie BBC One od 7 września 1984 do 14 grudnia 1992 roku (ponadto pilot serialu ukazał się 30 grudnia 1982).
Wiele wątków ujętych w sitcomie jest parodią innego brytyjskiego serialu – Secret Army, wyświetlanego w BBC pod koniec lat 70.

## Fabuła
Akcja serialu toczy się w kawiarni Café René w niewielkim miasteczku Nouvion w okupowanej przez Niemców Francji podczas II wojny światowej. Kawiarnia staje się jednocześnie ulubionym miejscem spotkań stacjonujących w miasteczku Niemców oraz ważnym punktem operacyjnym działaczy francuskiego ruchu oporu. Właściciel kawiarni, pragnący spokojnego życia René Artois, musi więc wykonywać polecenia ruchu oporu i różne usługi na rzecz skorumpowanych niemieckich władz wojskowych, w przeciwnym wypadku z obu stron grozi mu śmierć.
René przez długi czas ukrywa na zapleczu dwóch brytyjskich lotników, których wraz z ruchem oporu próbuje wysłać z powrotem do Anglii. Żadna z prób nie kończy się jednak powodzeniem. Kawiarnia staje się także miejscem ukrywania skradzionych przez niemieckich oficerów dóbr kultury, które mają im zapewnić spokojne życie po wojnie. Najwięcej problemów przysparza mu szczególnie cenny obraz Upadłej Madonny z wielkim cycem (ang. The Fallen Madonna with the Big Boobies) pędzla van Klompa. Ten obraz chce także zdobyć Gestapo, które przysyła specjalnego funkcjonariusza Ottona Flicka.
Większość postaci potraktowana jest stereotypowo i groteskowo, w zależności od ich narodowości. Francuz jest przedstawiony jako najlepszy kochanek – w tę rolę wciela się otyły i łysiejący René, który mimowolnie rozkochuje w sobie kelnerki z kawiarni. Romans z Yvette i Marią, a później z Mimi, musi ukrywać przed zazdrosną żoną Edith. Z drugiej strony sam musi odrzucać zaloty niemieckiego oficera homoseksualisty, Grubera. Inną charakterystyczną postacią jest szeregowa Helga Geerhart, będąca typową aryjską pięknością i nosząca bieliznę w swastyki.
Bohaterowie komedii mówią różnymi akcentami, w zależności od pochodzenia, co nie zostało dokładnie oddane w polskiej wersji (która emitowana była przez TVP2 i Comedy Central Family). Podjęto jedynie próbę oddania wymowy angielskiego oficera, który pojawiał się w przebraniu francuskiego żandarma (sierżant Crabtree). Witał się charakterystycznym Dziń dybry (oryginalnie Good moaning). Często powracało też powiedzonko Michelle z ruchu oporu: Słuchajcie uważnie, bo nie będę powtarzać! (w oryginale: Listen very carefully, I shall say this only once!) albo Ty głupia kobieto! (You stupid woman!), wypowiadane przez René za każdym razem, gdy jego żona znajduje go w dwuznacznej sytuacji z którąś z kelnerek, a on zawsze miał jakieś wytłumaczenie.

## Postacie

### Francuzi
- René Artois (Gorden Kaye) – właściciel kawiarni w Nouvion, próbował być neutralny, lecz został wciągnięty do ruchu oporu, gdzie znany jest pod kryptonimem „Nocny Jastrząb”, niejako narrator Allo! Allo!, zmuszony przez Niemców, którzy grozili, że zastrzelą go, do ukrycia wartościowych dzieł sztuki; romansuje z kelnerkami.
- Edith Artois (Carmen Silvera) – zazdrosna żona René, pomagająca mu w prowadzeniu kawiarni, wątpliwych zdolności aktorka i piosenkarka kawiarnianego kabaretu, nazywana przez René „głupią”; jest jednocześnie obiektem pożądania ze strony Monsieur Alfonse’a i kapitana Bertorellego.
- Madame Fanny La Fan/Leclerc (Rose Hill) – matka Edith, teściowa René. Żyje na strychu kawiarni, nienawidzi wszystkiego, co obce, zwłaszcza niemieckie. To pod jej łóżkiem chowane jest radio, przez które ruch oporu komunikuje się z Londynem. Lubi gin, czasami pojawia się w kawiarni i towarzyszy córce w występach kabaretowych.
- Yvette Carte-Blanche (Vicki Michelle) – jedna z kelnerek w Café René. Ma romans z René i to najbardziej zażyły ze wszystkich kelnerek – chce wziąć ślub ze swym ukochanym, a następnie z nim uciec. Słynne oooOOooo René! to jej słowa. Jest ponadto odpowiedzialna za „zabawianie” niemieckich oficerów na piętrze kawiarni.
- Maria Recamier (Francesca Gonshaw) (serie 1-3) – kelnerka w kawiarni. Miała romans z René, nie wiedząc o jego romansie z Yvette. Tak jak ona liczyła na to, że ucieknie z René. Słynna ze swojego ślinienia się podczas długich kwestii i plucia przy wymawianiu swojego charakterystycznego „r”. Przypadkowo wysłana paczką Czerwonego Krzyża do Szwajcarii.
- Mimi Labonq (Sue Hodge) (serie 4-9) – kelnerka, która zastąpiła Marię. Także ma romans z René. Agentka ruchu oporu, nienawidzi Niemców. Słynie z bardzo niskiego wzrostu (145 cm) i porywczości.
- Michelle Dubois (Kirsten Cooke) – liderka lokalnego ruchu oporu odpowiedzialna za przygotowywanie planu ucieczki angielskich lotników i opracowywanie planów dywersyjnych (wysadzanie w powietrze niemieckich transportów amunicji). Ilekroć się pojawia, jej pierwsze zdanie brzmi: „Słuchajcie uważnie, bo nie będę powtarzać” (Listen very carefully, I shall say this only once.).
- Roger LeClerc (Jack Haig) (serie 1-5) – fałszerz ruchu oporu, „mistrz” przebrań, kawiarniany pianista, odpowiedzialny za dostarczanie do kawiarni m.in. sprzętu i wyposażenia radiowego, bomb oraz baterii. Przychodząc do kawiarni przebrany, zazwyczaj woła np. „Kupujcie cebulę od starego sprzedawcy cebuli”, „Kupujcie gwoździe od starego sprzedawcy gwoździ” itp. Słowa „To ja, Leclerc” (It is I, Leclerc) oraz podniesienie okularów mają pomóc w rozpoznaniu go, kiedy jest w przebraniu, jednak tylko jemu wydaje się, że jest to potrzebne. Jest poza tym dawnym kochankiem z młodości Madame Fanny. Brat Ernesta, który go zastąpił w serialu.
- Ernest LeClerc (Derek Royle, seria 6; Robin Parkinson, serie 7-9) – postać wprowadzona po nagłej śmierci Jacka Haiga (odtwórcy roli Rogera LeClerca). Brat Rogera, także młodociana miłość Madame Fanny, z którą wziął później ślub.
- Monsieur Alfonse (Kenneth Connor) – lokalny właściciel zakładu pogrzebowego. Zakochany w Madame Edith – często zaleca się do niej wręczając m.in. kwiaty. Często pomaga ruchowi oporu. Gdy widzi gołe nogi lub inne skąpo odziane części ciała kobiety, woła „Och, moje słabe serce!” (Oh, my dicky ticker!).
- Denise Laroque (Moira Foot) (seria 5) – pierwsza przywódczyni komunistycznego ruchu oporu romansująca z René.
- Louise (Carole Ashby) (serie 5-9) – w 5. serii członkini, a od 6. kolejna przywódczyni komunistycznego ruchu oporu, również blisko związana uczuciowo z René.

### Niemcy i Włosi
- Pułkownik Kurt von Strohm (Richard Marner) – niemiecki komendant miasteczka, bardzo lubi przebywać w kawiarni i być zabawianym przez kelnerki. Zbliża się ku emeryturze, więc wspólnie z innymi oficerami próbuje zapewnić sobie spokojną przyszłość – ukrywa kilka cennych dzieł sztuki i antyków z zamiarem ich sprzedaży po wojnie.
- Porucznik Hubert Gruber (Guy Siner) – weteran frontu wschodniego, którego zachowania niejednokrotnie odpowiadają stereotypowi homoseksualisty. Zaleca się do René, bez powodzenia. Nieco później wciągnięty w rywalizację o obraz van Klompfa. Posiada pojazd opancerzony Sd.Kfz 222, który nazywa „swoim małym czołgiem”. Stały bywalec Café René. Znawca sztuki.
- Szeregowa Helga Geerhart (Kim Hartman) – sekretarka w biurze pułkownika. Aryjska piękność. Nosi bieliznę w swastyki. Wykonuje zadania dla pułkownika oraz Herr Flicka, nierzadko wykorzystując swój urok cielesny. Kochanka Herr Flicka.
- Generał Erich von Klinkerhoffen (Hilary Minster) – generał i bezlitosny dowódca niemieckich wojsk stacjonujących w Nouvion i okolicach. Często grozi francuskim wieśniakom, że zostaną rozstrzelani. Później wplątany w spisek, którego celem był zamach na Hitlera.
- Kapitan Hans Geering (Sam Kelly) (serie 1-4, seria 7) – bliski współpracownik pułkownika także zamieszany jest w aferę z obrazem. Jako niemiecki oficer jest łagodny i pobłażliwy (np. nie bulwersuje go fakt, że jego mundur uszyty został przez żydowskiego krawca). Również często odwiedza kawiarnię. Pomylony z angielskim lotnikiem i wysłany przypadkowo do Anglii przez ruch oporu. Ma zwyczaj mówienia zamiast zwyczajnego Heil Hitler! samej końcówki tego salutu, czyli ~TLER! (częste zachowanie Niemców nie podzielających poglądów nazistowskich). Jest to jego charakterystyczna kwestia.
- Herr Otto Flick (Richard Gibson, serie 1-8; David Janson, seria 9) – lokalny kuśtykający oficer Gestapo, ma manię wyśledzenia i zniszczenia ruchu oporu. Planuje wziąć po wojnie ślub z Helgą, z którą potajemnie romansuje. Jego ojcem chrzestnym jest Heinrich Himmler. Jego jedną z rozrywek jest bicie (czasami bez powodu) von Smallhausena.
- Herr Engelbert von Smallhausen (John Louis Mansi) (serie 2-9) – niski asystent Herr Flicka, oficer niższej rangi, kuśtykający. Często sugeruje przełożonemu głupie plany i pomysły.
- Kapitan Alberto Bertorelli (Gavin Richards, serie 4-6; Roger Kitter, seria 7) – Włoch, kapitan włoskiej armii, który przybył do Nouvion po tym, jak Mussolini przystąpił do wojny po stronie faszystów, wielbiciel i adorator kobiet. Jego charakterystyczna kwestia to What a mistake-a to make-a, przetłumaczone na polski na „Ale gafę strzeliłem”. Na pozdrowienia niemieckich żołnierzy Heil Hitler zwykł odpowiadać Heil Mussolini.
- Generał Leopold von Flockenstuffen (Ken Morley) (serie 5-7) – niemiecki generał o orientacji homoseksualnej.

### Brytyjczycy
- Oficer Crabtree (Arthur Bostrom) (serie 2-9) – angielski oficer w mundurze francuskiego żandarma, pomagający René i ruchowi oporu w ich działaniach przeciwko okupantowi niemieckiemu. Słabo mówi po francusku na dodatek z angielskim akcentem i myli słowa, zwykle przeinaczające sens jego wypowiedzi, np. Good moaning zamiast Good morning (moaning – jęczenie), w polskich dialogach oddane za pomocą „dziń dybry” zamiast „dzień dobry”. W oryginalnej brytyjskiej wersji niektóre wypowiedzi oficera Crabtree w wyniku mylenia słów stają się wulgarne.
- Carstairs i Fairfax (Nicholas Frankau i John D. Collins) (serie 1-7, 9) – zestrzeleni brytyjscy piloci, ukrywający się w różnych wymyślnych miejscach; ruch oporu bezskutecznie usiłuje odesłać ich do domu. Nie rozumieją języka francuskiego, przez co nie do końca orientują się w sytuacji. Wychodząc z kryjówki, zawsze się rozglądają, mówiąc Hello!. Są uosobieniem stereotypu przygłupiego Brytyjczyka.

## Emisja w Polsce
Serial po raz pierwszy w Polsce pojawił się na antenie TVP2 6 listopada 1991 roku. Wyemitowany został wtedy w całości sezon 5. W późniejszych latach produkcję wyświetlały bądź wyświetlają m.in.: TVP2 (ponownie od stycznia do września 1995, sezony 6-9), Polsat, Polsat 2, BBC Entertainment, Comedy Central Family, TV Puls, Puls 2, Stopklatka, Polsat Comedy Central Extra, Polsat Seriale, BBC Brit, BBC First. 

## Serie i odcinki
| Seria                    | Odcinki                  | Początek emisji      | Koniec emisji        | Czas trwania odcinka |
| ------------------------ | ------------------------ | -------------------- | -------------------- | -------------------- |
| Pilot                    | 1 (1)                    | 30 grudnia 1982      | 30 grudnia 1982      | ok. 35 minut         |
| 1.                       | 2–8 (7)                  | 7 września 1984      | 26 października 1984 | ok. 30 minut         |
| 2.                       | 9–15 (7)                 | 21 października 1985 | 25 listopada 1985    | ok. 30 minut         |
| 2.                       | 9–15 (7)                 | 26 grudnia 1985      | 26 grudnia 1985      | ok. 45 minut         |
| 3.                       | 15–20 (6)                | 5 grudnia 1986       | 9 stycznia 1987      | ok. 30 minut         |
| 4.                       | 21–26 (6)                | 7 listopada 1987     | 12 grudnia 1987      | ok. 30 minut         |
| 5.                       | 27–52 (26)               | 3 września 1988      | 25 lutego 1989       | ok. 25 minut         |
| 6.                       | 53–60 (8)                | 2 września 1989      | 21 października 1989 | ok. 30 minut         |
| 7.                       | 61–70 (10)               | 5 stycznia 1991      | 16 marca 1991        | ok. 30 minut         |
| 8.                       | 70–77 (8)                | 24 grudnia 1991      | 24 grudnia 1991      | ok. 45 minut         |
| 8.                       | 70–77 (8)                | 5 stycznia 1992      | 1 marca 1992         | ok. 30 minut         |
| 9.                       | 78–83 (6)                | 9 listopada 1992     | 14 grudnia 1992      | ok. 30 minut         |
| The Best of ’Allo ’Allo! | The Best of ’Allo ’Allo! | 17 sierpnia 1994     | 17 sierpnia 1994     | ok. 50 minut         |
| Powrót ’Allo ’Allo!      | Powrót ’Allo ’Allo!      | 28 kwietnia 2007     | 28 kwietnia 2007     | ok. 100 minut        |

W sumie nakręcono 85 odcinków, co daje w przybliżeniu 2470 minut (ok. 41 godzin) serialu. Najwięcej odcinków miało długość 30 minut, a średnio jeden odcinek trwał ok. 29,06 minuty.
W 1994 zrealizowano odcinek specjalny pt. The Best of ’Allo! ’Allo!, stanowiący podsumowanie serialu i prezentujący jego najlepsze fragmenty. 28 kwietnia 2007 BBC wyemitowała kolejny odcinek specjalny pod roboczym tytułem Powrót ’Allo ’Allo!. Zawierał zarówno fragmenty archiwalne, jak i zupełnie nowe sceny, które kręcono w marcu 2007 w Manchesterze z udziałem żyjących aktorów serialu. Widzowie dowiedzieli się, jak potoczyły się losy postaci po chwili, w której kończyła się dziewiąta seria.

## Lista odcinków

### Pilot (1982)
| Nr odcinka | Tytuł oryginalny               | Tytuł polski            | Data emisji (BBC) |
| ---------- | ------------------------------ | ----------------------- | ----------------- |
| 1          | The British Are Coming (pilot) | Anglicy nadchodzą, cz.1 | 30.12.1982        |

### Seria 1 (1984)
| Nr odcinka | Tytuł oryginalny                           | Tytuł polski               | Data emisji (BBC) |
| ---------- | ------------------------------------------ | -------------------------- | ----------------- |
| 1 (2)      | The British 'ave Come (The Fallen Madonna) | Anglicy nadchodzą, cz.2    | 07.09.1984        |
| 2 (3)      | Pigeon Post                                | Gołębie pocztowe           | 14.09.1984        |
| 3 (4)      | Saville Row to the Rescue                  | Sprzedawcy cebuli          | 21.09.1984        |
| 4 (5)      | The Execution                              | Egzekucja Rene             | 28.09.1984        |
| 5 (6)      | The Funeral                                | Pogrzeb Rene               | 05.10.1984        |
| 6 (7)      | Reds Nick Colonel                          | Czerwone cięcie pułkownika | 19.10.1984        |
| 7 (8)      | The Dance of Hitler Youth                  | Taniec Hitler Jugend       | 26.10.1984        |

### Seria 2 (1985)
| Nr odcinka | Tytuł oryginalny                                       | Tytuł polski                 | Data emisji (BBC) |
| ---------- | ------------------------------------------------------ | ---------------------------- | ----------------- |
| 1 (9)      | Six Big Boobies                                        | Sześć wielkich cyców         | 21.10.1985        |
| 2 (10)     | The Wooing of Widow Artois                             | Zaloty wdowy Artois          | 28.10.1985        |
| 3 (11)     | The Policeman Cometh                                   | Policjant przybywa           | 04.11.1985        |
| 4 (12)     | Swiftly and with Style                                 | Szybko i z fasonem           | 11.11.1985        |
| 5 (13)     | The Duel                                               | Pojedynek                    | 18.11.1985        |
| 6 (14)     | Herr Flick's Revenge                                   | Zemsta Herr Flicka           | 25.11.1985        |
| 7 (15)     | The Gâteau from the Château (Klinkerhoffen in Control) | Świąteczny odcinek specjalny | 26.12.1985        |

### Seria 3 (1986–1987)
| Nr odcinka | Tytuł oryginalny                           | Tytuł polski              | Data emisji (BBC) |
| ---------- | ------------------------------------------ | ------------------------- | ----------------- |
| 1 (16)     | The Nicked Knockwurst                      | Skradziona kiełbasa       | 05.12.1986        |
| 2 (17)     | Gruber Does Some Mincing (Gruber Carpeted) | Gruber trochę sieka       | 12.12.1986        |
| 3 (18)     | The Sausage in the Wardrobe                | Kiełbasa w szafie         | 19.12.1986        |
| 4 (19)     | Flight of Fancy                            | Niespodziewany lot        | 26.12.1986        |
| 5 (20)     | Pretty Maids All in a Row                  | Ładne pokojówki w szeregu | 02.01.1987        |
| 6 (21)     | The Great Un-Escape                        | Wspaniała nie-ucieczka    | 09.01.1987        |

### Seria 4 (1987)
| Nr odcinka | Tytuł oryginalny                          | Tytuł polski                                      | Data emisji (BBC) |
| ---------- | ----------------------------------------- | ------------------------------------------------- | ----------------- |
| 1 (22)     | Prisoners of War (Hans Goes Over The Top) | Jeńcy wojenni (Hans idzie w górę) [tłum. polskie] | 07.11.1987        |
| 2 (23)     | Camp Dance                                | Obozowy taniec                                    | 14.11.1987        |
| 3 (24)     | Good Staff Are Hard to Find               | Trudno znaleźć dobry personel                     | 21.11.1987        |
| 4 (25)     | The Flying Nun                            | Latająca zakonnica                                | 28.11.1987        |
| 5 (26)     | The Sausages in the Trousers              | Kiełbasa w spodniach                              | 05.12.1987        |
| 6 (27)     | The Jet-Propelled Mother-In-Law           | Teściowa z napędem odrzutowym                     | 12.12.1987        |

### Seria 5 (1988−1989)
| Nr odcinka | Tytuł oryginalny                              | Tytuł polski                     | Data emisji (BBC) |
| ---------- | --------------------------------------------- | -------------------------------- | ----------------- |
| 1 (28)     | The Rescue of Frau Kinkenrotten               | Ratunek pani Kinkenrotten        | 03.09.1988        |
| 2 (29)     | The Camera in the Potato                      | Oczy ziemniaka                   | 10.09.1988        |
| 3 (30)     | Criminal Developments                         | Kryminalny rozwój wypadków       | 17.09.1988        |
| 4 (31)     | Return of the Paintings                       | Powrót obrazów                   | 24.09.1988        |
| 5 (32)     | Otherwise Engaged (Enter Denise)              | Wejście Denise                   | 01.10.1988        |
| 6 (33)     | A Marriage of Inconvenience                   | Ślubne plany                     | 08.10.1988        |
| 7 (34)     | No Hiding Place (Post-Matrimonial Depression) | Poślubna depresja                | 15.10.1988        |
| 8 (35)     | The Long Distance Duck                        | Długodystansowa kaczka           | 22.10.1988        |
| 9 (36)     | The Generals' Conference                      | Konferencja generałów            | 29.10.1988        |
| 10 (37)    | Michelle's Secret Love                        | Sekretna miłość Michelle         | 05.11.1988        |
| 11 (38)    | The British Invasion                          | Brytyjska inwazja                | 12.11.1988        |
| 12 (39)    | Parade of Prams                               | Parada wózków dziecinnych        | 19.11.1988        |
| 13 (40)    | The Bank Job                                  | Bankowa robota                   | 26.11.1988        |
| 14 (41)    | Communists in the Cupboard                    | Komuniści w szafie               | 03.12.1988        |
| 15 (42)    | Forged Francs & Fishsellers                   | Fałszywe franki i sprzedawcy ryb | 10.12.1988        |
| 16 (43)    | l’Hospital                                    | Szpital                          | 17.12.1988        |
| 17 (44)    | Feathers                                      | Pióra                            | 24.12.1988        |
| 18 (45)    | Leclerc Against the Wall                      | Leclerc przy ścianie             | 31.12.1988        |
| 19 (46)    | Puddings Can Go Off (Christmas Puddings)      | Świąteczne puddingi              | 07.01.1989        |
| 20 (47)    | Land Mines for London (Mines Away!)           | Uwaga miny                       | 14.01.1989        |
| 21 (48)    | Flight to Geneva (All Aboard)                 | Wszyscy na pokład                | 21.01.1989        |
| 22 (49)    | Train of Events (The Geneva Express)          | Express genewski                 | 28.01.1989        |
| 23 (50)    | An Enigma Variation (Enigma)                  | Enigma                           | 04.02.1989        |
| 24 (51)    | Wedding Bloss (Renewing the Vows)             | Odnowienie przysięgi małżeńskiej | 11.02.1989        |
| 25 (52)    | Down the Drain (The Big Blush)                | Duże rumieńce                    | 18.02.1989        |
| 26 (53)    | All in Disgeese (Enigma's End)                | Koniec Enigmy                    | 25.02.1989        |

### Seria 6 (1989)
| Nr odcinka | Tytuł oryginalny                       | Tytuł polski                     | Data emisji (BBC) |
| ---------- | -------------------------------------- | -------------------------------- | ----------------- |
| 1 (54)     | The Ghost of René                      | Duch Rene                        | 02.09.1989        |
| 2 (55)     | It's Raining Italians                  | Deszcz Włochów                   | 09.09.1989        |
| 3 (56)     | The Goose and the Submarine            | Gęś i łódź podwodna              | 16.09.1989        |
| 4 (57)     | Playing Dead Again                     | Powtórne pogrywanie ze śmiercią  | 23.09.1989        |
| 5 (58)     | Disguised Inteliigence                 | Fałszywy wywiad                  | 30.09.1989        |
| 6 (59)     | Fence Painting                         | Obraz na murze                   | 07.10.1989        |
| 7 (60)     | The Marriage of Ernest & Fanny Leclerc | Ślub Ernesta i Fanny Leclerc     | 14.10.1989        |
| 8 (61)     | Von Klinkerhoffen's Breakdown          | Załamanie się Von Klinkerhoffena | 21.10.1989        |

### Seria 7 (1991)
| Nr odcinka | Tytuł oryginalny                | Tytuł polski                    | Data emisji (BBC) |
| ---------- | ------------------------------- | ------------------------------- | ----------------- |
| 1 (62)     | Von Flockenstuffen In Command   | Von Flockenstuffen w dowództwie | 05.01.1991        |
| 2 (63)     | An Almighty Bang (Free at Last) | Wreszcie wolny!                 | 12.01.1991        |
| 3 (64)     | Eloping to England              | Ucieczka do Anglii              | 19.01.1991        |
| 4 (65)     | Hello Hans!                     | Cześć Hans!                     | 26.01.1991        |
| 5 (66)     | Lines of Communication          | Linie komunikacyjne             | 02.02.1991        |
| 6 (67)     | The Spirit of Nouvion           | Duch Nouvion                    | 09.02.1991        |
| 7 (68)     | A Barrel Full of Airmen         | Beczka pełna lotników           | 16.02.1991        |
| 8 (69)     | Stuck!                          | Zatrzymany!                     | 23.02.1991        |
| 9 (70)     | The Ice Cream Truck             | Lodziarka                       | 02.03.1991        |
| 10 (71)    | The Gypsy Carnival              | Karnawał Cyganów                | 16.03.1991        |

### Seria 8 (1992)
| Nr odcinka | Tytuł oryginalny      | Tytuł polski              | Data emisji (BBC) |
| ---------- | --------------------- | ------------------------- | ----------------- |
| 1 (72)     | Pregnancy             | Ciąża                     | 24.12.1991        |
| 2 (73)     | Radio Flee Flamenco   | Niezależne Radio Flamenco | 12.01.1992        |
| 3 (74)     | The Great Pay Robbery | Dobrze płatny napad       | 19.01.1992        |
| 4 (75)     | Blowing Up Hitler     | Wysadzanie Hitlera        | 26.01.1992        |
| 5 (76)     | Lead Shortage         | Brak ołowiu               | 02.02.1992        |
| 6 (77)     | Hitler Escapes        | Ucieczka Hitlera          | 16.02.1992        |
| 7 (78)     | A Fishful of Francs   | Ryba pełna franków        | 23.02.1992        |
| 8 (79)     | Emigration            | Emigracja                 | 01.03.1992        |

### Seria 9 (1992)
| Nr odcinka | Tytuł oryginalny          | Tytuł polski                      | Data emisji (BBC) |
| ---------- | ------------------------- | --------------------------------- | ----------------- |
| 1 (80)     | Fighting With Windmills   | Walka z wiatrakami                | 09.11.1992        |
| 2 (81)     | Missing and Presumed Dead | Zaginiony- przypuszczalnie martwy | 16.11.1992        |
| 3 (82)     | René Artois Is Still Dead | Rene Artois wciąż martwy          | 23.11.1992        |
| 4 (83)     | The Fishmonger Float      | Ozdobny pojazd sprzedawców ryb    | 30.11.1992        |
| 5 (84)     | Sand Trap                 | Pułapka piaskowa                  | 07.12.1992        |
| 6 (85)     | End of the War            | Rozwiązanie                       | 14.12.1992        |

### The Best of ’Allo ’Allo! (1994)
| Nr odcinka | Tytuł oryginalny         | Tytuł polski                              | Data emisji (BBC) |
| ---------- | ------------------------ | ----------------------------------------- | ----------------- |
| 1 (86)     | The Best of ’Allo ’Allo! | The Best of ’Allo ’Allo! – Wspomnień Czar | 17.08.1994        |

### Powrót ’Allo ’Allo! (2007)
| Nr odcinka | Tytuł oryginalny           | Tytuł polski        | Data emisji (BBC) |
| ---------- | -------------------------- | ------------------- | ----------------- |
| 1 (87)     | The Return of ’Allo ’Allo! | Powrót ’Allo ’Allo! | 28.04.2007        |